# Mostar
Mostar (ejtsd: mosztár) város és község (járás) Bosznia-Hercegovina déli részén, a Hercegovina-Neretvai kanton székhelye, Hercegovina legnagyobb települése, a boszniai horvátok kulturális, politikai központja. A város nevét az azt keresztülszelő Neretva folyón álló hidak egyikéről, az úgynevezett „Öreg hídról” kapta (szerbhorvátul Most stari vagy Stari most; most = híd, stari = régi, öreg). A középkori oszmán épületegyüttest felvonultató kisváros Bosznia-Hercegovina egyik fő turisztikai látnivalója. Az Öreg híd az UNESCO kulturális örökségéhez tartozik.
A polgárháborúban lerombolt, majd  (a magyar honvédség közreműködésével) újból felépített hidat 2004. július 23-án avatták fel és azóta ismét régi alakjában látható. A délszláv háború alatt Mostar számított a horvát kisebbség által kikiáltott, de hivatalosan soha el nem ismert Herceg-Boszniai Horvát Köztársaság de jure fővárosának.
A város etnikailag még mindig megosztott. A bosnyákoknak és a horvátoknak külön egyetemük és labdarúgó csapatuk is van. A városban a legnépszerűbb sport a labdarúgás és sporttörténeti érdekesség, hogy az első boszniai labdát 1903-ban Budapestről kapták. A turisták által is sűrűn látogatott Mostarban nyáron nagyon meleg van, hiszen ez Bosznia-Hercegovina legmagasabb hőmérsékletű városa: forró napokon akár 45 °C-ot is mérhetnek.

## Fekvése
Mostar Bosznia-Hercegovina déli részén fekszik.
A legismertebb dombok a város körül: Hum, Brkanovo Brdo, Galac, Orlovac, Mikuljača, Žovnica, Planinica és Fortica. Maga a város 60-80 méteres átlagos tengerszint feletti magasságban fekszik. A két legismertebb hegy a Velež és a Prenj. Mostar két legjelentősebb folyója a Neretva és a Radobolja, ezenkívül itt található a Drežanjka, a Buna, a Bunica és a Jasenica is.

## Éghajlat

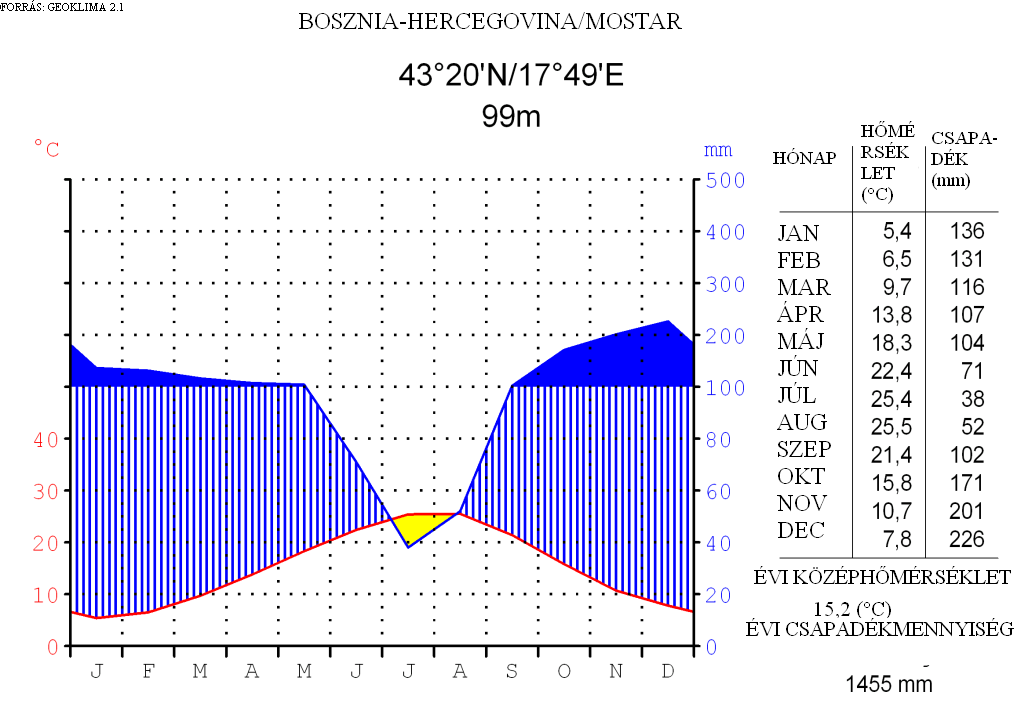
Éghajlat-diagram

Hercegovina éghajlata kontinentális, egyúttal a hegyvidéki éghajlat hatása is érvényesül, amely a tikkasztó meleget okozza a térségben. Ezen belül Mostarban az éghajlatot befolyásolja a Neretva folyó, illetve az Adriai-tenger közelsége. Az átlaghőmérséklet itt a leghidegebb hónapban, januárban 6, míg a legmelegebb hónapban, júliusban 26 °C. Nem ritkák a szélsőségesen magas hőmérsékletek, így például 2008. augusztus 6-án 13 órán át mértek az árnyékban 39 °C-ot, a napon pedig 56,4 °C volt. De nemcsak nappal, hanem éjszaka is mértek komoly meleget: 2009. július 16–17-én 29,3 °C-ot mutatott a hőmérő Mostarban.
Mostarban 2013. február 12-én a Julián ciklon következtében négyzetméterenként 124 liter eső esett, ami egész Európában rekordnak számít. Az első három hónapban pedig 999,7 liter csapadék esett egy négyzetméterre. Májusban 415,7 liter eső esett, ami szintén rekord.
Csapadék tekintetében a legszegényebb időszak júniustól szeptemberig tart, az év többi része csapadékos, különösen október és január között.
| Hónap                         | Jan. | Feb. | Már. | Ápr. | Máj. | Jún. | Júl. | Aug. | Szep. | Okt. | Nov. | Dec. | Év   |
| ----------------------------- | ---- | ---- | ---- | ---- | ---- | ---- | ---- | ---- | ----- | ---- | ---- | ---- | ---- |
| Átlagos max. hőmérséklet (°C) | 8,4  | 10,8 | 14,6 | 19,0 | 24,0 | 27,6 | 31,1 | 30,8 | 26,9  | 21,0 | 14,5 | 9,7  | 19,9 |
| Átlagos min. hőmérséklet (°C) | 1,9  | 3,2  | 5,4  | 8,4  | 12,5 | 15,8 | 18,6 | 18,4 | 15,3  | 11,2 | 6,7  | 3,3  | 10,1 |
| Átl. csapadékmennyiség (mm)   | 165  | 151  | 150  | 127  | 102  | 78   | 43   | 74   | 96    | 151  | 200  | 179  | 1516 |
| Forrás: worldweather.org      |      |      |      |      |      |      |      |      |       |      |      |      |      |

## Története

### A török megszállás előtt
Az őskor és neolit-időszak idején a mai Mostar területén már az őskorban is éltek emberek. A neolitikus, bronz- és vaskorból több mint 150 emlék került elő, például a Zöld-barlangból, a Buna folyó forrása felett. A barlang körül temetőket, fegyvereket, pénzérméket találtak. Hajóépítésre utaló nyomok is voltak, így feltételezhető, hogy a vidék komoly kereskedelmi központ lehetett.

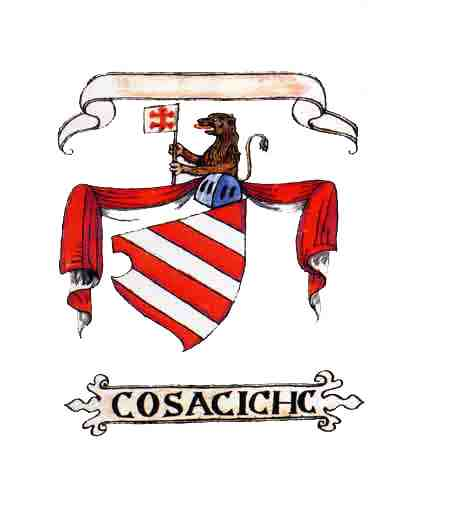
Kosača család címere

A Római Birodalom idején a terület a Dalmácia provincia része volt, itt futott keresztül a Neretva útvonal. Ebből a korból nem maradt fenn ismert lelet. A 4–6. század között Cimben (ma Mostar része) keresztény bazilika épült, és Sarsenterum püspökség székhelye lett. E templomon kívül további kettő épült Žitomislićiben és Sutinában. Dalmatia részeként jelentős vallási gyülekezet volt a vidéken.
A Római Birodalom bukása után a város a Hun Birodalom része lett, majd a 7. században szlávok érkeztek a vidékre. Később a Frank Birodalom része lett, amikor több kisebb, önálló fejedelem is uralkodott Mostar környékén. Az első fejedelem Mihajlo Viševićnek (910–950) volt. Később szerb terület lett, majd a bosnyák bánok irányítása alá került. A 14–15. században az egyik hum fejedelem, Stjepan Vukčić Kosača egyesítette Bosznia déli területeit és felvette a hercegi címet. Innen a Hercegovina terület nevének az eredete. A herceg 1448-ban helyezte Mostarba a székhelyét.
A 15. században a Neretva jobb partján volt egy Cim nevű város, ahol egy erőd állt, ugyanakkor a bal parton ott volt a Nebojša erőd is. A városról az első írásos emlék egy olasz nyelvű raguzai jelentésből származik, amely 1452. április 3-án kelt. A jelentésben ez áll: „ha preso quello di … Blagay et do castelli al ponte de Neretva” (Onnan vette, hogy… Két erőd áll a hídon a Neretván). A Mostar név első alkalommal egy 1468–1469-ben keletkezett írásos emlékben szerepel, amelyben egy települést említenek két erőddel a Neretván.

### A török megszállás alatt
Az oszmánok 1468-ban érkeztek a városba, Mostarban ekkor 35 oszmán katona állomásozott. A város a 16. században a neretvai szandzsák székhelye lett. Az Öreg-hidat, amely ma a város nevezetessége, 1566-ban építették.

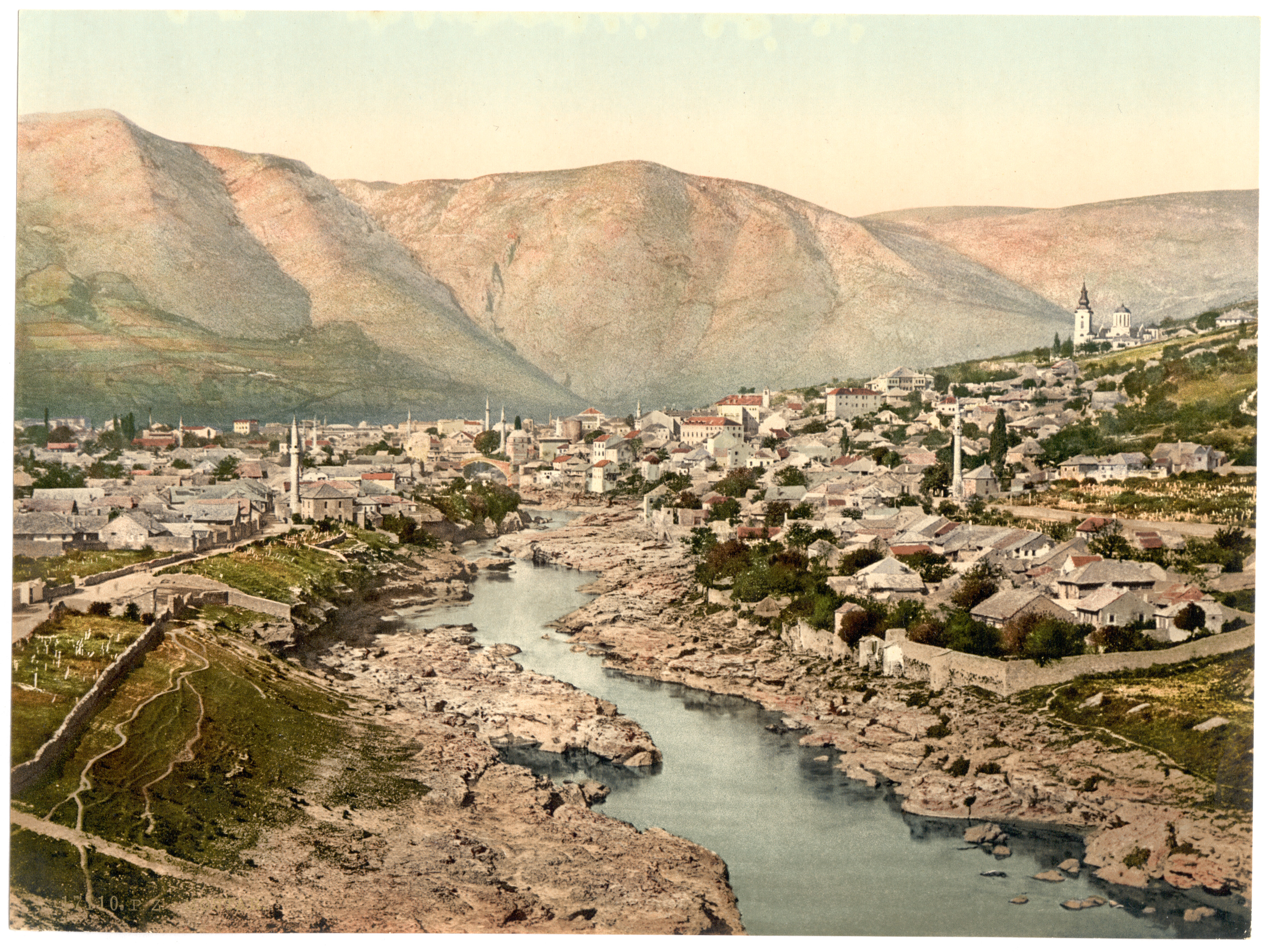
Mostar a 19. században

Egy 16–17. században kelt feljegyzés szerint a városban 10 000 fő lakott, tipikus oszmán település: piac (čaršija), lakónegyedek (mahalе). A piac a város legrégebbi és legfontosabb része, itt van a közigazgatási szervek hivatala. Ez Mostar esetében az Öreg-híd környékén terül el. A lakónegyedek a piac körül találhatók, főleg a Neretva bal partján. A 17–18. század fordulóján a városban 24 mecset és 22 lakónegyed volt. A 18. században lakossága stagnált, majd csökkenésnek indult.
Az oszmán uralom alatt, a 19. században, a lélekszám csökkenése miatt a keresztények is szerepet kaptak a város életében. A muzulmánok és a keresztények között ekkor nagy volt a tolerancia. A legrégibb keresztény épület az 1834-ben épített ortodox templom, amely a város keleti felében, a Fortica hegyen található. A katolikusok 1847-ben építették a püspöki palotát a Vukodolában, majd 1866-ban kezdték meg a Szent Péter és Pál-bazilika építését. Az ortodoxok 1873-ban emelték új templomukat, a Gyülekezési templomot.
1833-ban létrehozták a hercegovinai szandzsákot, amelynek központja Mostar lett, élén pedig Ali-paša Rizvanbegović állt, aki felvette a vezír tisztséget. 1840-ben elűzték a városból a katolikusokat.
Ez idő tájt több ország konzulátusa is működött itt, úgymint Ausztria, Olaszország, Oroszország, Egyesült Királyság és Franciaország. 1862-ben építették ki a Mostar-Metković utat.
Mostar a 19. század végén élénk szerb irodalmi központtá nőtte ki magát. A város legjelentősebb szerb szülötte Aleksa Šantić (1868–1924), a szerb romantikus líra jeles képviselője.

### A török megszállás után a polgárháborúig
Az Osztrák–Magyar Monarchia foglalta el a területet az 1878-ban  a városban és egész Bosznia-Hercegovinában véget ért a török uralom, és  Ez időben a város sokat fejlődött. Megépítették a vasutat, európai stílusban felújították a város számos pontját. Ebben az időben építették meg a Musala, a Lučka és a Carinski hidakat. A városban átadtak szökőkutakat, csatornákat, és elektromos hálózatot építettek ki. Az oktatást is modernizálták, új iskolákat építettek. Ilyen iskola volt a Régi Mostari Gimnázium (ma Mostar Gimnázium). A turizmus is megjelent, megépítették a Neretva Hotelt és megalapították a városi bankot is. Az itt állomásozó osztrák és magyar katonákat az északi és a déli táborban helyezték el. A város kulturális élete is felvirágzott, mivel több egyesület és csoport is alakult. Ezek közül az egyik legjelentősebb a Zrinjski Mostar Horvát Sportklub.
Az első világháború végén felbomlott a Monarchia. Mostar a Szerb-Horvát-Szlovén Királyság (később Jugoszlávia lett a neve) része lett. A második világháború végéig a város nem fejlődött jelentősen.
A királyi Jugoszlávia eleste után a város a Független Horvát Állam része lett. Mostarban állomásozott az usztasa kormány, az olasz és a német állam katonái. A partizán jelenlét is jelentős volt azonban, így a háború során többször cserélt gazdát a város.
1945. február 14-én a kommunisták foglalták el végleg, és vált a kommunista Jugoszlávia részévé. Ebben az időszakban, egészen 1992-ig, a város a második aranykorát élte. Ismét megalakultak az egyesületek, építkezések folytak, urbanizálódott a terület. A város lakói együttműködtek, toleránsak voltak egymással. Jelentős mértékben fellendült a hazai és nemzetközi turizmus jelenléte és szerepe. Ez idő tájt több gyárat is alapítottak: Soko, Hepok, Mostari borászat, valamint a dohánygyár. Mostar nyugati része is ekkor kezdett el városiasodni. Néhány évtizeddel később itt jöttek létre az új városnegyedek: Avenija, Strelčevina, Bijeli Brijeg, Centar 2, Centar 3. Ezekben a városrészekben több iskola, bolt, üzem épült.
1992-re a horvátok, a szerbek és a bosnyákok között pattanásig feszült a helyzet, a nemzetek közötti ellentét ekkorra már nagyon elmélyült. A háború valóságos veszélyt jelentett, amely Bosznia-Hercegovinában, egy évvel Horvátország után, 1992-ben tört ki. A város a bosnyák-horvát konfliktus központja volt. Amit a kommunista időszakban felépítettek, azt a háború tönkretette, sőt az évszázados emlékművek, köztük az Öreg híd is megsemmisült 1993-ban. Kezdetben még a szerbek uralták a nagyobb mostari hegyeket a város keleti felén, 1992-ben azonban a horvátok kiszorították őket a területről. Ezután, 1993 májusában, a bosnyákok lázadtak fel a horvátok ellen és kezdetét vette a bosnyák-horvát konfliktus. A horvátok blokád alá vették a bosnyákok által lakott keleti területet és bombázták az ott levő bosnyák hadsereget. A háborús konfliktusnak több mint 1000 halálos áldozata volt a városban.

### A függetlenség után

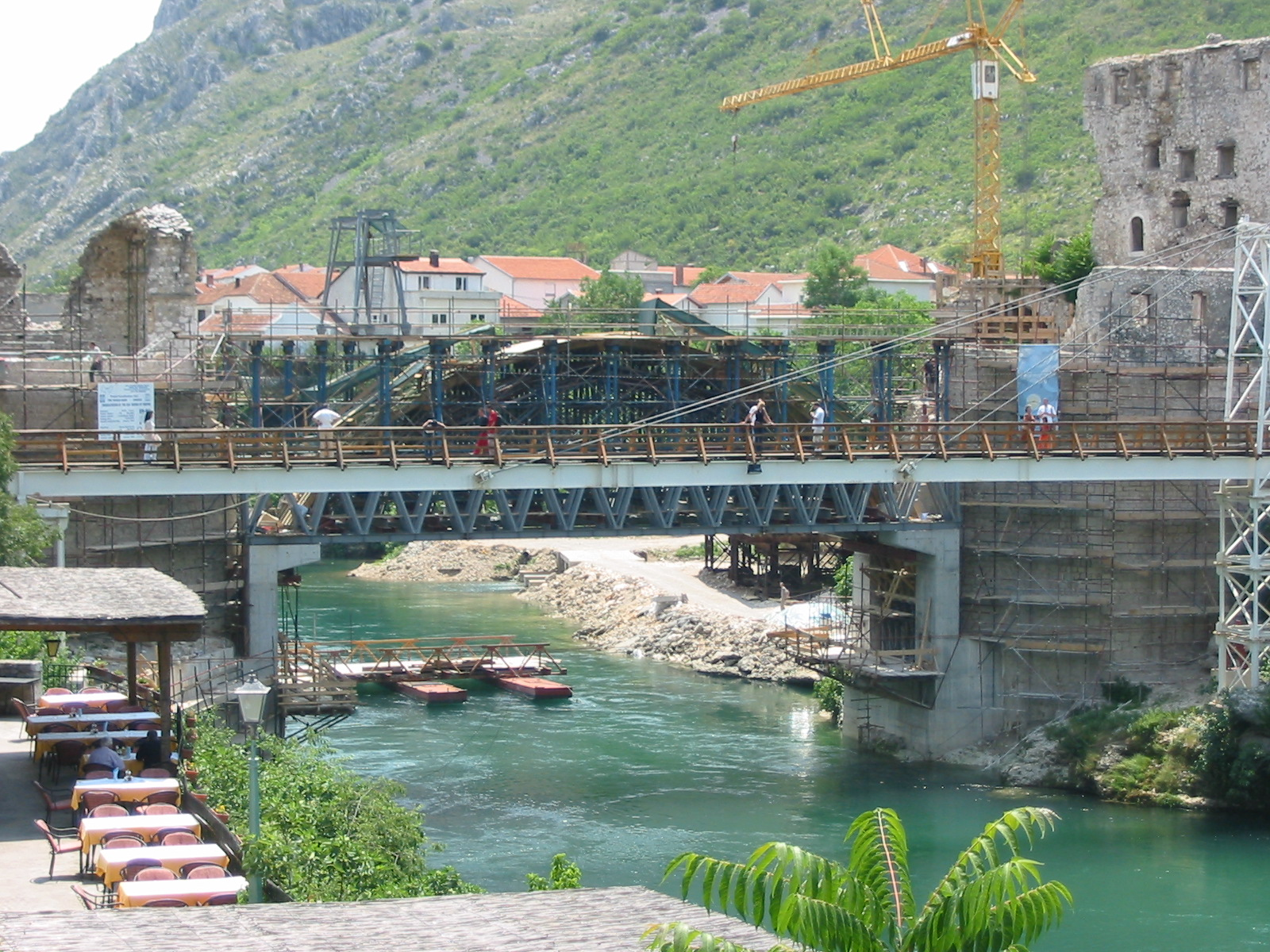
Az Öreg híd újjáépítése közben 2003-ban

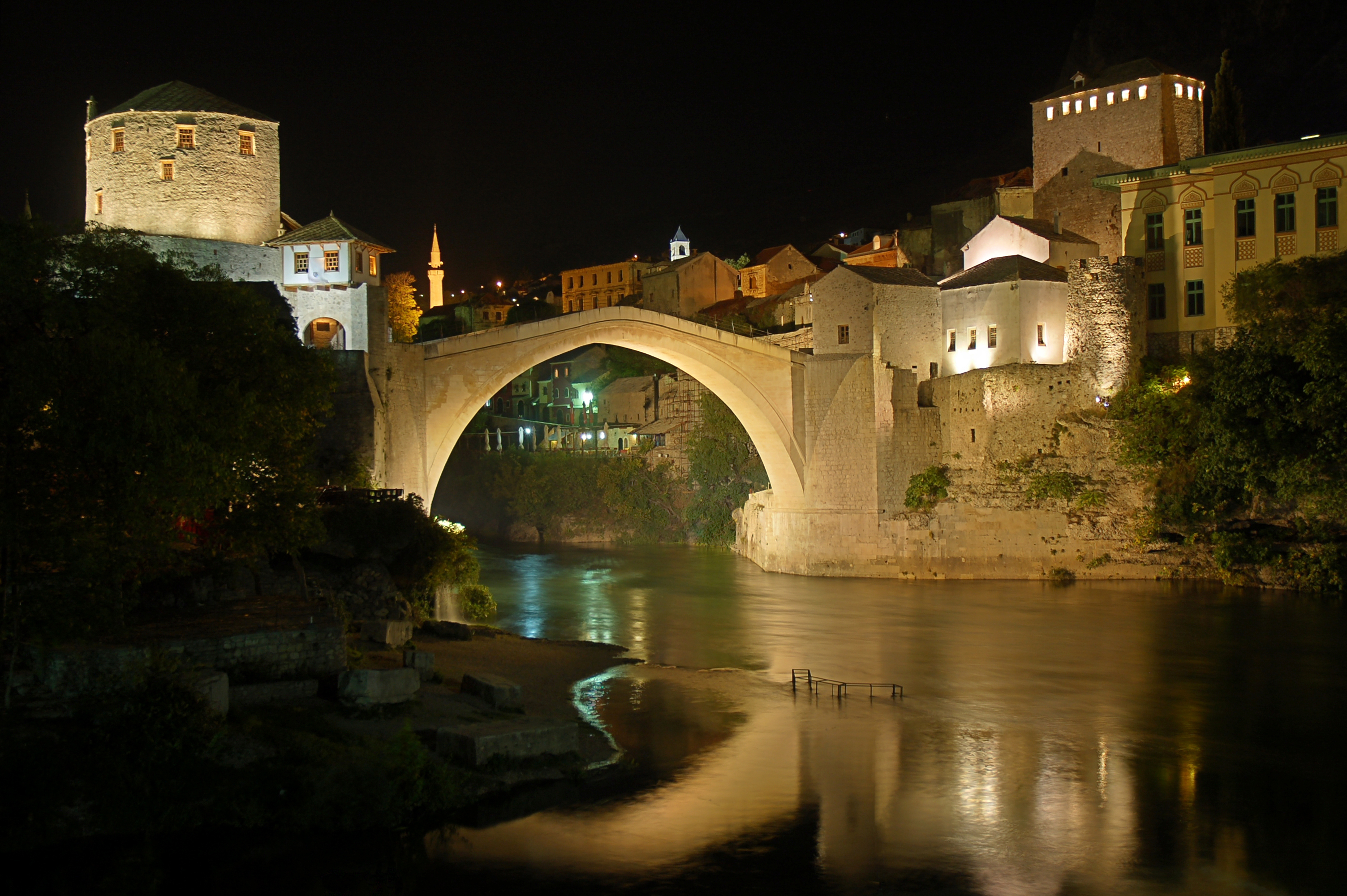
Az Öreg híd esti fényben

A háborút követően a horvátok és a bosnyákok diplomáciai úton békét kötöttek és létrehozták a városban a politikai körzeteket, amely három horvát és három bosnyák területből áll: Dél, Nyugat, Délnyugat; Észak, Óváros és Délkelet. Mostar 2004-ben egyesített városi rangot kapott. A horvátok többen élnek a városban, mint a bosnyákok, azonban a szavazati arány fele-fele, így a horvátok arányukat tekintve kevésbé vannak képviselve.
A háborúban lerombolt Öreg híd elemeit az 1990-es évek végén az SFOR csapatának magyar tagjai emelték ki a Neretvából.
Az ezredfordulóra a város ismét a régi fényében pompázott. 2000-ben a Hum hegyen a horvátok felállították a 33 méter magas, nagy keresztet, amely a kereszténység 2000 éves évfordulójára készült.
Az Öreg híd rekonstrukciója 2003-ban kezdődött meg, 2005 júliusában adták át és ismét szerepel az UNESCO világörökségi listáján. Felújították a híd környékén található üzleteket és a háborúban megsérült ferences templomot is, amelynek harangtornya 107 méter, ezzel a város legmagasabb épülete. Az osztrák időkben épült Mostar Gimnáziumot is újjá kellett építeni.
Mostar Kulturális és Sportközpontját, amely a Centar 2 alatt található, az 1980-as években építették. 2008-ban új központ építését tervezték, ahol étterem, diszkó, mozi és fitneszterem is helyet kap. Az új komplexum létrehozásának költsége mintegy 33 millió márka.
A városban új kórházat építettek, amelyet a horvát állam 100 millió kunával támogatott, a létesítmény összköltsége pedig 76 millió márka volt. 2008. szeptember 15-én avatták fel. Dél-Európa legjobb és legmodernebb ilyen létesítménye lett, amely 3 hektár területen fekszik, 500 ággyal rendelkezik és 20 műtétet tudnak párhuzamosan végezni.
2010. május 31-én kezdték el építeni az ország legnagyobb bevásárlóközpontját a Mepas Mallt, amely megnyitásakor, 2012. április 12-én 99 000 m² volt. A beruházás 100 millió márka volt.

## Lakosság
A város lakossága vegyesen katolikus horvát, muzulmán bosnyák és ortodox szerb volt, ezért 1994-ben, a jugoszláv háború idején az emberek rendkívül sokat szenvedtek. A közparkok közül ma nem egy temetőként szolgál. A város ma gyakorlatilag kettéosztva működik, a Neretva bal partján bosnyákok, a jobb partján horvátok élnek.

### Mostar község (járás)

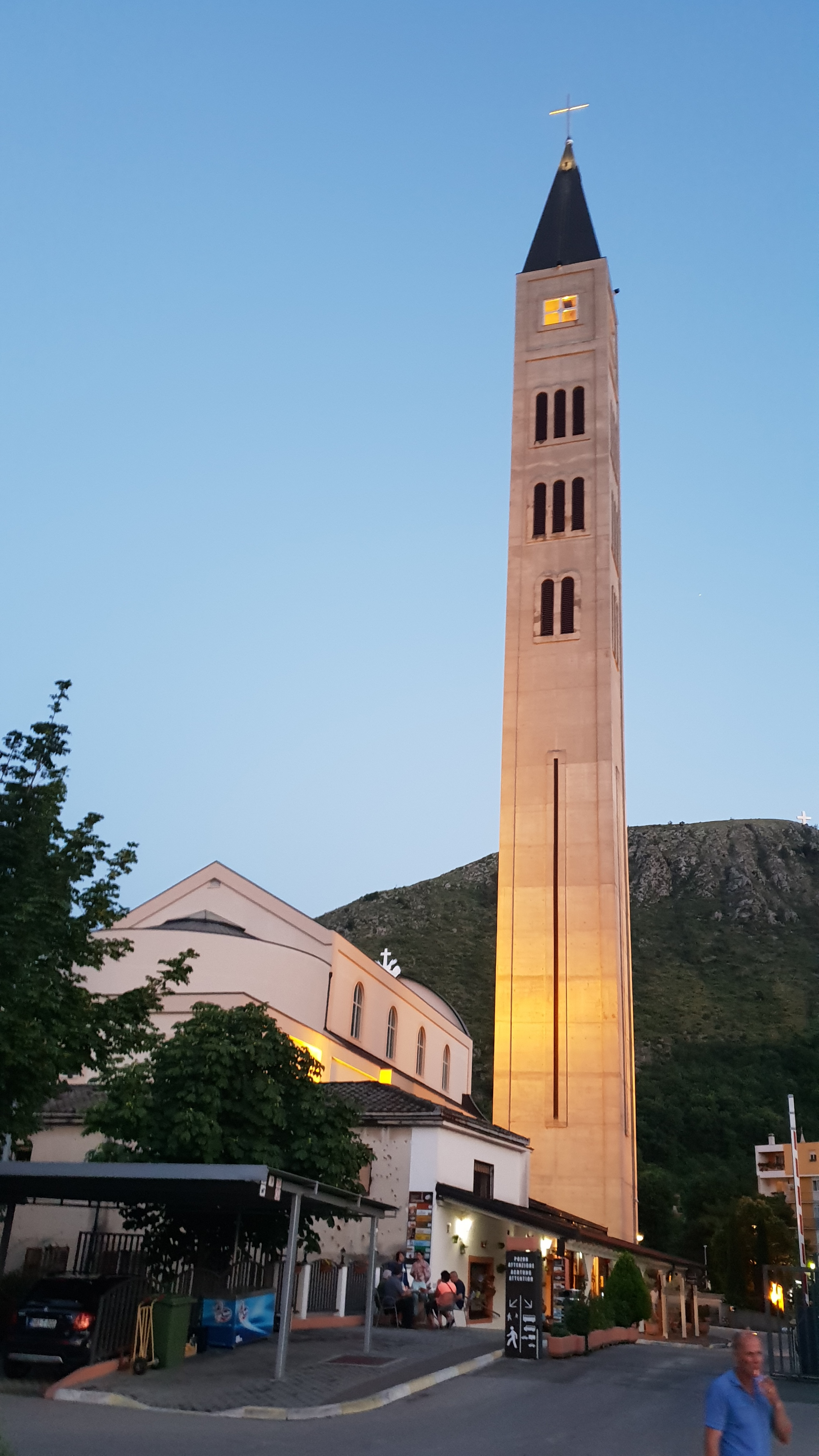
A Szent Péter és Pál-templom tornya

| Mostar község lélekszáma |                 |                 |                 |
| Év                       | 1991            | 1981            | 1971            |
| Muzulmán                 | 43 856 (34,63%) | 34 247 (31,02%) | 33 645 (37,55%) |
| Horvát                   | 43 037 (33,98%) | 36 927 (33,45%) | 32 782 (36,59%) |
| Szerb                    | 23 846 (18,83%) | 20 271 (18,36%) | 19 076 (21,29%) |
| Jugoszláv                | 12 768 (10,08%) | 16 509 (14,95%) | 2 329 (2,59%)   |
| egyéb és ismeretlen      | 3 121 (2,46%)   | 2 423 (2,19%)   | 1 748 (1,95%)   |
| összen                   | 126 628         | 110 377         | 89 580          |

### Mostar város
| Mostar              |                 |                 |                 |
| év                  | 1991            | 1981            | 1971            |
| Muzulmán            | 25 929 (34,17%) | 18 414 (29,03%) | 19 244 (40,25%) |
| Horvát              | 21 795 (28,72%) | 17 621 (27,78%) | 14 448 (30,22%) |
| Szerb               | 14 142 (18,64%) | 11 353 (17,89%) | 10 450 (21,86%) |
| Jugoszláv           | 11 555 (15,23%) | 14 732 (23,22%) | 2 172 (4,54%)   |
| egyéb és ismeretlen | 2 444 (3,22%)   | 1 307 (2,06%)   | 1 488 (3,11%)   |
| Összesen            | 75 865          | 63 427          | 47 802          |

Az utóbbi években két becslés is volt a lakosok számára vonatkozóan. Az állami statisztika 2003-ban Mostar városában 105 448 lakost, 2004-ben Mostar községben pedig 127 066 lakost becsült. A 2013-as népszámlálás szerint a város lakossága 113 169 fő volt.
A katolikus egyház minden évben felméri a mostari közösséget, 2009-ben több mint 64 ezer hívőt jegyzett fel.

### Mostari horvát katolikusok lélekszáma
| Mostari horvát katolikusok |                   |             |           |          |          |
| Év                         | települések száma | házak száma | felnőttek | gyerekek | Lakosság |
| 1743                       | 15                | 138         | 667       | 550      | 1 217    |
| 1844                       | 29                | 613         | ?         | ?        | 3 766    |

## Politika
Mostarnak 2004-ben új státusza lett: egyesített város. A státusz a kisebbségben levő bosnyákokat segítette a kormányba, így ez a népcsoport került politikailag kedvezőbb pozícióba. Ez a státusz csak Mostart illeti meg, más boszniai városra nem érvényes. Mostar község hat választási körzetből áll. A bosnyák közösségnek valamivel kevesebb választója van, mint a horvátnak, azonban a városi tanácsba azonos arányban küldenek képviselőket.
A város élén a polgármester és a városi tanács áll. A jelenlegi hivatalos polgármester: Ljubo Bešlić.
A városi tanács felügyeli a polgármestert és a városi jogot. A tanács egykamarás és 35 képviselő a tagja. Egy elnöke és két alelnöke van.
A 2008 októberében rendezett választáson nem szerzett többséget Ljubo Bešlić, azóta több ízben próbálták a képviselők polgármestert választani, de még mindig nincs megállapodás a pártok között a város első emberét illetően.

### Konzulátus
2008. augusztus 22-e óta magyar konzulátus működik a városban.

## Látnivalók

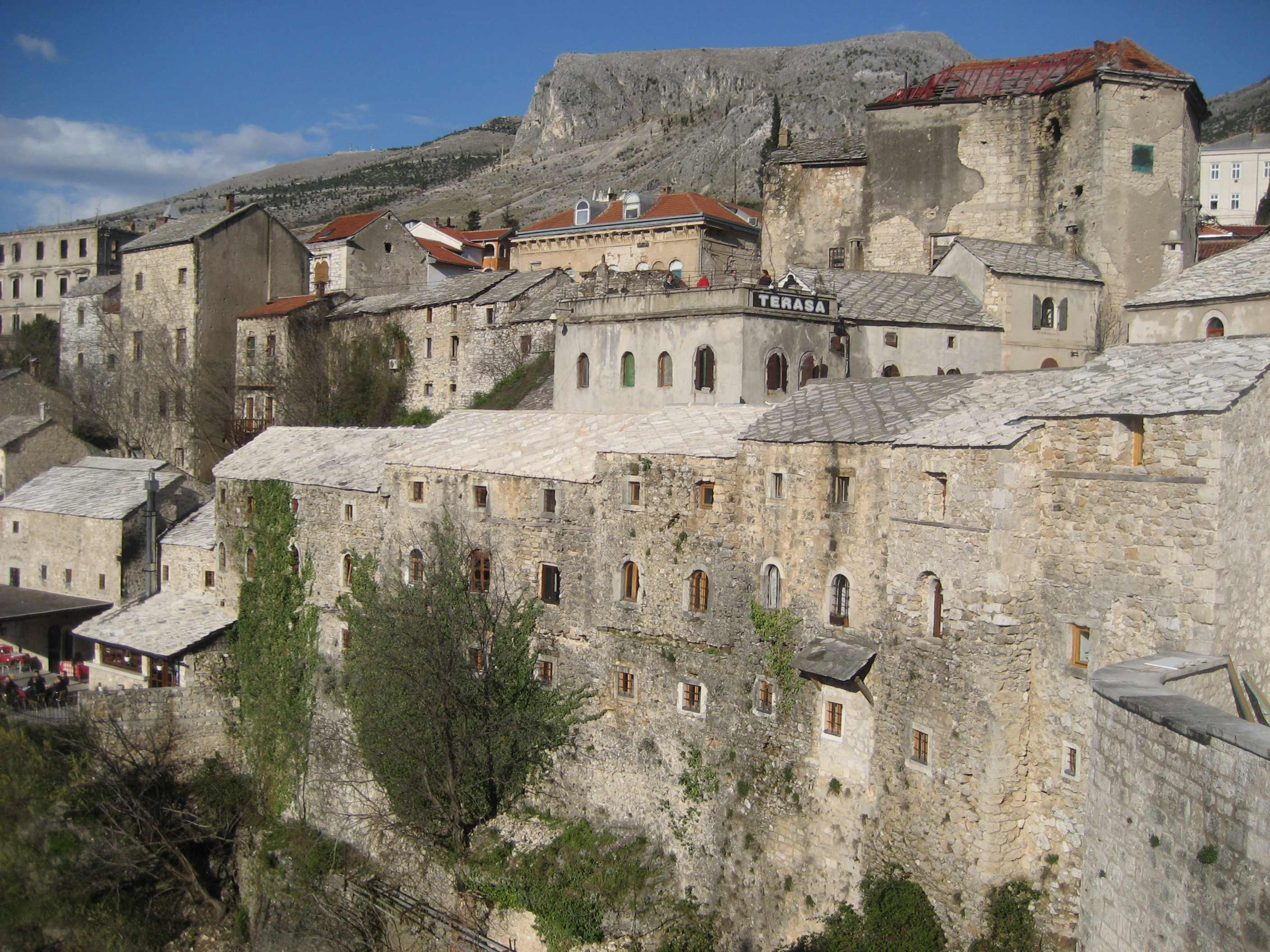
Óváros

- Az Öreg hidat a háború alatt a horvát hadsereg a Neretvába robbantotta. Ezt később közös német–magyar erőfeszítéssel sikerült újjáépíteni, és ma már az azt körülvevő történelmi negyedbe is kezd visszatérni a turistaforgalom. Helyi hagyomány, hogy a mostari legények a hídról fejest ugranak a folyóba, ezzel keresve némi pénzt a turistáktól. (A háború után ez a szokás a folyóban maradt aknák miatt sokáig életveszélyes volt.)

- Óváros, amely az Öreg híd környékén található, azonban számos más látnivaló is van ebben a városrészben: tornyok az Öreg híd környékén, Tabán, a Kujundžiluk utca, a Rózsa Hotel.

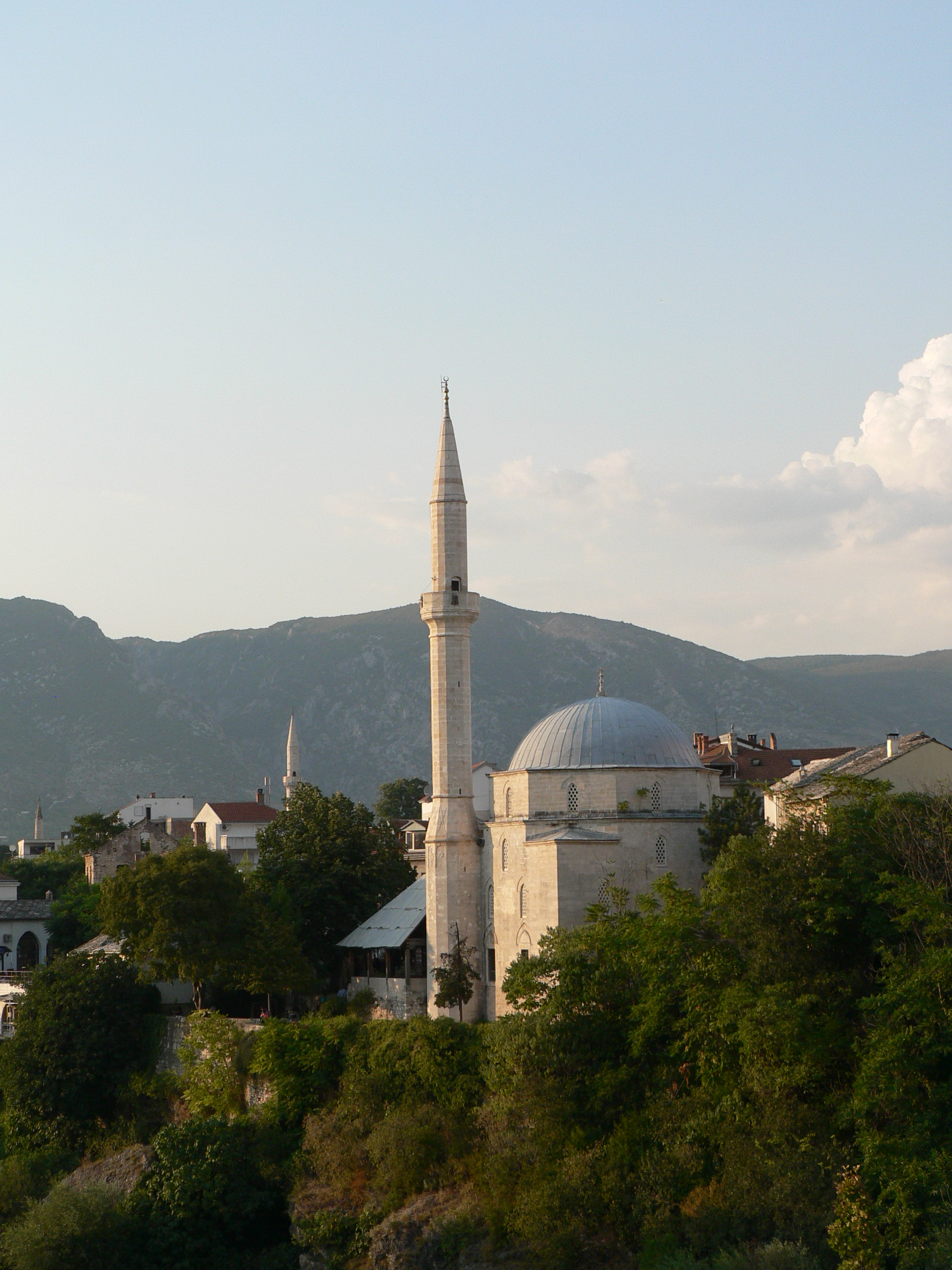
Karađoz bég dzsámija

- Karađoz bég dzsámija, mely a legrégebbi hercegovinai dzsámi.

- A ferences Szent Péter és Pál templom. A polgárháborúban lerombolták, majd újjáépítették.

- A Bišćevića utca, híres török házakkal.

- A történelmi Brankovac falu, ahol az oszmán uralom idején éltek a városi elöljárók.

- Mostarban az Öreg hídon kívül még találhatók hidak, mint a Musala híd (1882), a Lučki híd (1913).

- A Mária katedrális Mostar székesegyháza. A harangtoronyban lévő harang Európa második legnehezebb harangja.

- Az ortodox Gyülekező templom, melyet a polgárháborúban megrongáltak, majd renoválták.

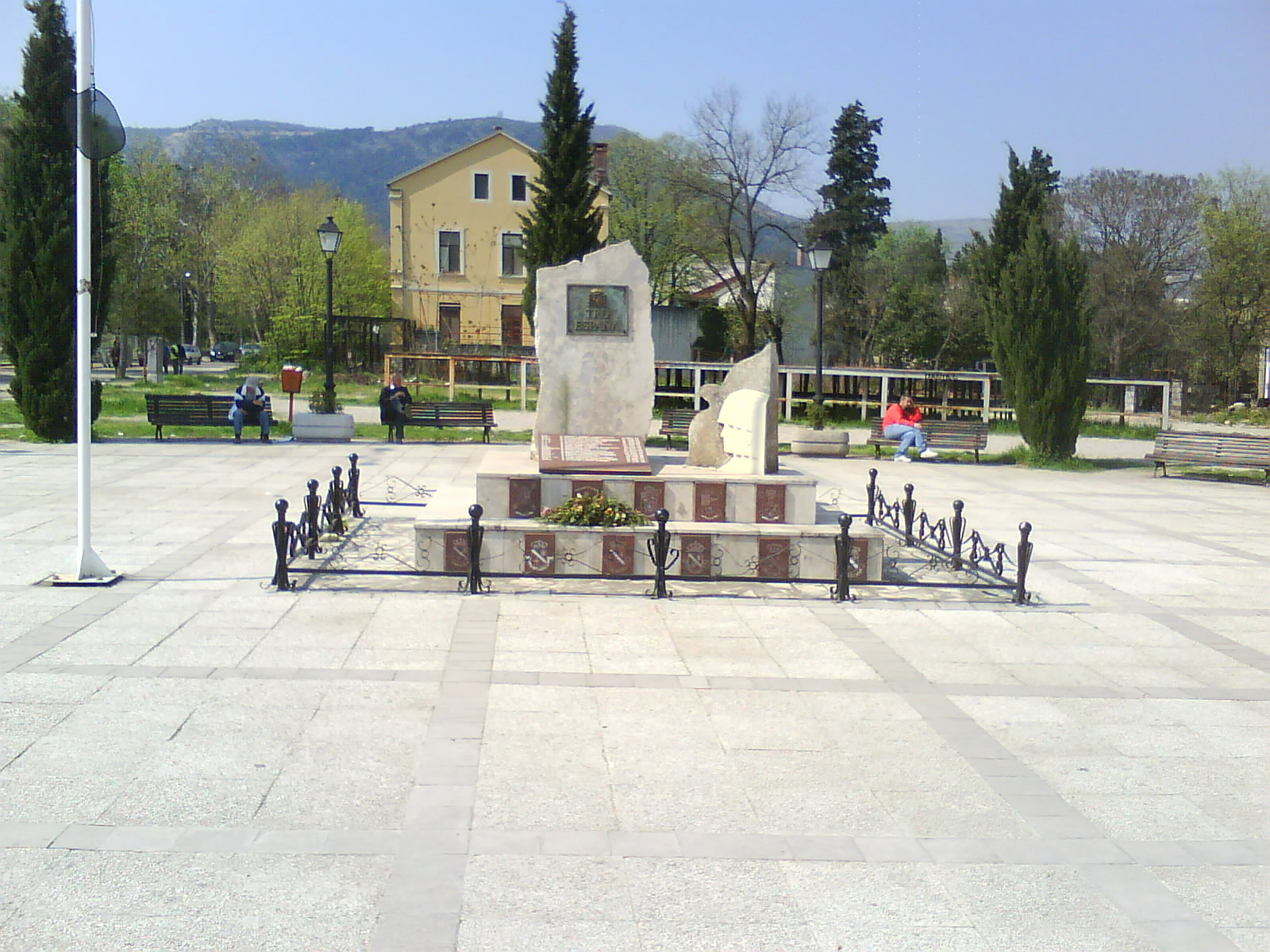
Spanyol tér

- A Spanyol tér a város főparkja, ahol a Mostar Gimnázium található. A tér a polgárháború alatt a bosnyákok és a horvátok közötti állandó konfliktus helyszíne volt.

- A Horvát nagyok tere, mely a város nyugati részének a főtere, és még az osztrák uralom alatt építették. Jelenleg hat horvát hősnek van itt szobra. A téren áll a Sjepan Kosač herceg-horvát ház.

- A Musala tér a város keleti részének a főtere, melyet az osztrák uralom alatt építették. Itt található a Neretva Hotel. A hotel a háborúban megsérült, renoválása még nem kezdődött el.

- A Zrinjevac városi park a város központi parkja. A Horvát nagyok tere és a Spanyol tér között található. 2007-ben fejezték be felújítását.

- A Katolikus kereszt a Hum hegyen, amely 33 méter magas, és a kereszténység 2000 évét szimbolizálja.

## Gazdaság
Mostar mai gazdaságának gyökerei az Osztrák–Magyar Monarchia idején kezdődtek, mikor a város nyugati oldalán lefektették a Szarajevó-Mostar-Ploče vasútvonalat. A jugoszláv időkben több cégnek is itt volt a székhelye: Aluminij, Soko, Hepok, Mostari borászat, Mostar dohányüzem, Unis stb. Mostar jelenleg is Hercegovina gazdasági központja. A város nyugati részén alakult ki Mostar gazdasági centruma, ahol kórházakat, iskolákat, áruházakat építettek. A két legjelentősebb gazdasági városrész Vranica és Hercegovina. A mostari szénbányákban a mai napig bányásznak szenet.
Az Aluminij cég ma a legjelentősebb boszniai cég. Mostarban van a Daimler Chrysler és a PSA boszniai kirendeltsége és a horvát „HT-Eroneta” cég központja is itt található.
Mostarban minden évben megrendezik a Nemzetközi gazdasági vásárt, ahol számtalan boszniai kiállító képviselteti magát. Első alkalommal 1997-ben tartották meg. Ezen kívül több kisebb tematikus vásárt is rendeznek, ilyen a bor-, könyv- és gasztronómiai vásár.
A gazdaság jelentős hányadát képviseli a turizmus.

## Kultúra

### Kulturális helyszínek
A városban több kulturális helyszín is található:
- Stjepan Kosača herceg-horvát ház
- Mostar Kultúrközpont
- Abrašević Ifjúsági Központ
- Pavarotti-Mostar Zeneközpont
- Mostar Horvát Nemzeti Színház
- Nemzeti Kiállítás
- Megyei archívum
- Hercegovina Múzeum
- Aluminij galéria

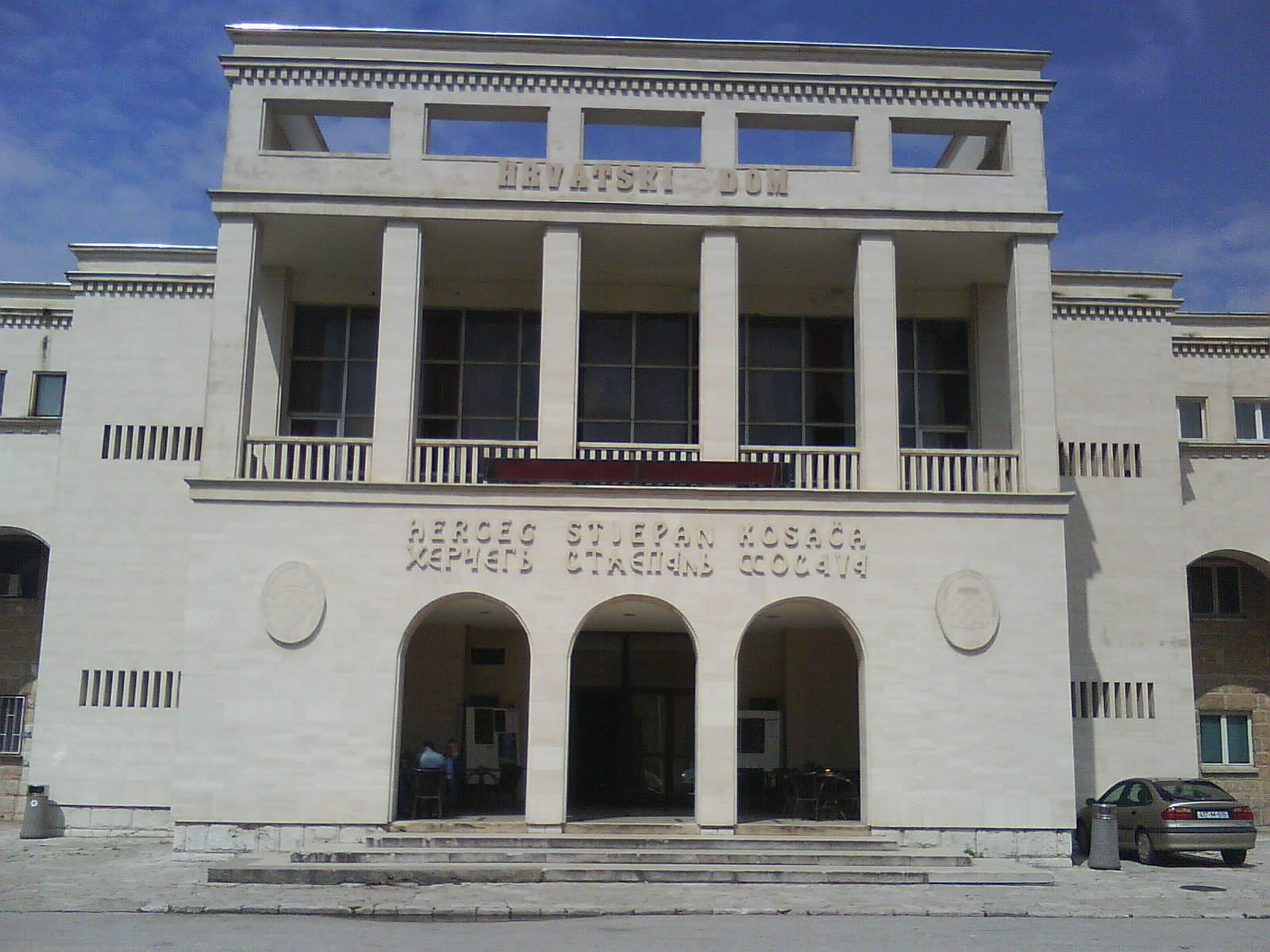
Stjepan Kosača herceg-horvát ház

- Stjepan Kosač herceg városi könyvtár
- Gyermekkönyvtár
- Luka városi könyvtár
- Aleksa Šantić-ház

### Fesztiválok
- A Mostari tavasz a boszniai horvátok egyik legnagyobb ünnepe, amit a Matica Hrvatska rendez minden évben. A rendezvényre minden alkalommal meghívják a horvát kormányt és a Bosznia-hercegovinai Föderáció kormányát.
- A Mostari nyár címet viselő fesztiválon belül több kisebb rendezvény van: a Šantić esték, a Mostari Nyári fesztivál és az Énekkarok fesztiválja.
- Az Esti pecsét című tudományos rendezvény a boszniai-hercegovinai és a horvátországi politikai és egyéb szervezetek rendezvénye. Stjepan Kosača herceg-horvát házban rendezik meg minden évben, melyet a boszniai televízió is mindig közvetít.
- A Mostar hangja fesztivál minden év tavaszán, a Bijelom Brijeg-stadionban megrendezendő zenei fesztivál, amelyet első alkalommal 1995-ben rendeztek meg.
- A Mostari Filmnapok egy filmszemle, amelyet a Nemzeti Színházban tartanak meg 2007 óta. Elindítója a színház volt, mivel a városban nincs mozi.

## Közlekedés
Mostaron keresztül halad az M-17-es út (E73-as európai út), a legfontosabb út, amely metković-i kikötőig vezet Szarajevóból. Az úttal párhuzamosan halad egy vasúti vonal.
A városban két autóbusz-pályaudvar és egy vasúti pályaudvar van. A déli elővárosban, Ortiješben található a város repülőtere.

## Oktatás
Mostarban több mint húsz általános iskola és három gimnázium működik, ebből kettő horvát, egy pedig bosnyák nyelvű. Emellett a városban található a  United World Colleges nemzetközi oktatási szervezet egyik iskolája is, ahol a tanítás angol nyelven folyik.
Két egyetem működik, a Džemal Bijedić Egyetemen bosnyák, a Mostari Egyetemen horvát nyelven oktatnak. Ez utóbbi az egyetlen Horvátországon kívüli horvát egyetem, amit eredetileg a ferencesek hoztak létre. Ez volt a város és Hercegovina első ilyen intézménye, melyet 1895-ben alapították. Egyetemi karok: Agronómiai-, Közgazdasági-, Filozófiai-, Természettudományi-matematikai-, Ipari-, Építészeti-, Orvostudományi-, Jogi-, Művészeti Akadémia, Egészségügyi kar. A Mostari Egyetem az ország harmadik legnagyobb egyeteme, a szarajevói és a banja luka-i egyetem után. A hallgatók 17%-a Horvátországból származik.

## Sport

### Labdarúgás
A városban a legnépszerűbb sport a labdarúgás. Az első boszniai labdát Budapestről hozták 1903-ban. Két évvel később a horvát HKD Hrvoje egyesület megalapította az NK Zrinjski Mostar labdarúgócsapatot, így ez az ország legrégebbi csapata ebben a sportágban. Ezen kívül megalakították a „JŠK” és a „Vardara” nevű, illetve 1922-ben az FK Velež csapatot is. 1923-ban rendezték meg a városban az első bajnokságot, melyet a Zrinjski nyert. Mostarban számos kupát rendeztek. 1941-ben bejutott a horvát első osztályba is.

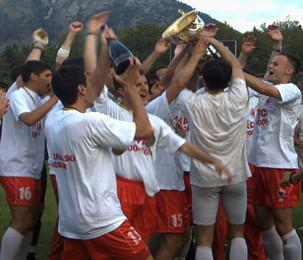
HŠK Zrinjski – 2005-ben Bosznia-Hercegovina bajnoka

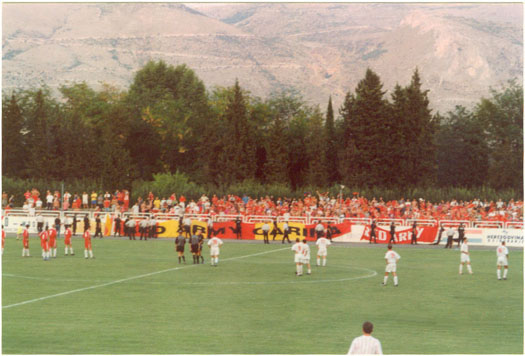
Városi derbi

1945-ben a kommunista hatalomátvétel után létrehozták a szövetségi első ligát. Ebben az 1952/53-as évadban vett részt először az FK Velež csapata. A csapat 1956 és 1992 között nem esett ki az első osztályból, sőt 1981-ben és 1986-ban megnyerte a Tito marsall-kupát. 2003–2007 között ismét a másodosztályba került.
1992-től újra megerősödött az 1905-ben alapított HŠK Zrinjski Mostar, melyet horvát fiatalok hoztak létre. A csapat 2005-ben országos bajnok lett, majd a 2007/08-as szezonban megnyerte a Bosznia-Hercegovina-kupát.
Amikor a két legjelentősebb mostari klub az FK Velež Mostar és a HŠK Zrinjski Mostar városi derbin játszik, az kiemelt eseménye a város életének. A polgárháború idején a horvát-bosnyák konfliktus egyik színhelye volt az ilyen mérkőzés.
Néhány klub, amely az alacsonyabb, másodosztályban játszik: HNK Branitelj, FK Soko Drežnica, FK Lokomotiva Mostar. A megyei bajnokságokban az alábbi csapatok vesznek részt: HNK Bjelopoljac Mostar, FK Bjelopoljac, HNK Buna, HNK Cim, FK Blagaj.
A kispályás labdarúgásban kiemelkedő a város MNK Karaka csapata. Ez a klub többször is országos bajnok volt.

### Egyéb sportágak
A labdarúgáson kívül a másik két jelentősebb sportág a kosárlabda és a kézilabda.
Kosárlabdacsapatok:
- HKK Zrinjski Mostar, 1992-ben alapították és az első ligában játszik.
- ŽKK Zrinjski Mostar, női kosárlabdacsapat. 1995-ben alapították és az első ligában szerepel.
- KK „Koš”, az A1-es ligában játszik.

Kisebb kosárlabdacsapatok: KK Velež, OKK Mostar, OKK Mostar'05. és KK Spars.
Kézilabdacsapatok:
- HMRK Zrinjski Mostar, a másodosztályban játszik.
- HŽRK Zrinjski Mostar, női kézilabdacsapat, amely az első osztályban játszik.
- HRK Katarina, női kézilabdacsapat, amely először nyerte meg a Bosznia-Hercegovina-kupát.

Kisebb kézilabdacsapatok: RK Velež, RK Lokomotiva és ŽRK Galeb.
E három sportágon kívül számos más sportot is űzhetnek a helyiek: úszás, asztalitenisz, tenisz, judo, ökölvívás, sakk, teke.
A teniszklub minden évben Mostarban rendezi meg a HT Eronet Mostar Futures Open tenisztornát.
Mostarban az extrém sportoknak is lehet hódolni. A leghíresebb a neretvai ugrás, melynek során a résztvevők az Öreg hídról ugranak a Neretvába.

### Sportlétesítmények
A városban több klubnak is van saját pályája, uszodája, fedett terme. Mostarban számos kisebb sportpálya van. A város közösségei megosztottak, így a sportegyesületek is. A horvátoknak és a bosnyákoknak is külön klubjai, sportlétesítményei vannak. Ezért hozták létre a Mostar Város Sportegyesületet, hogy összefogják a két népcsoportot.

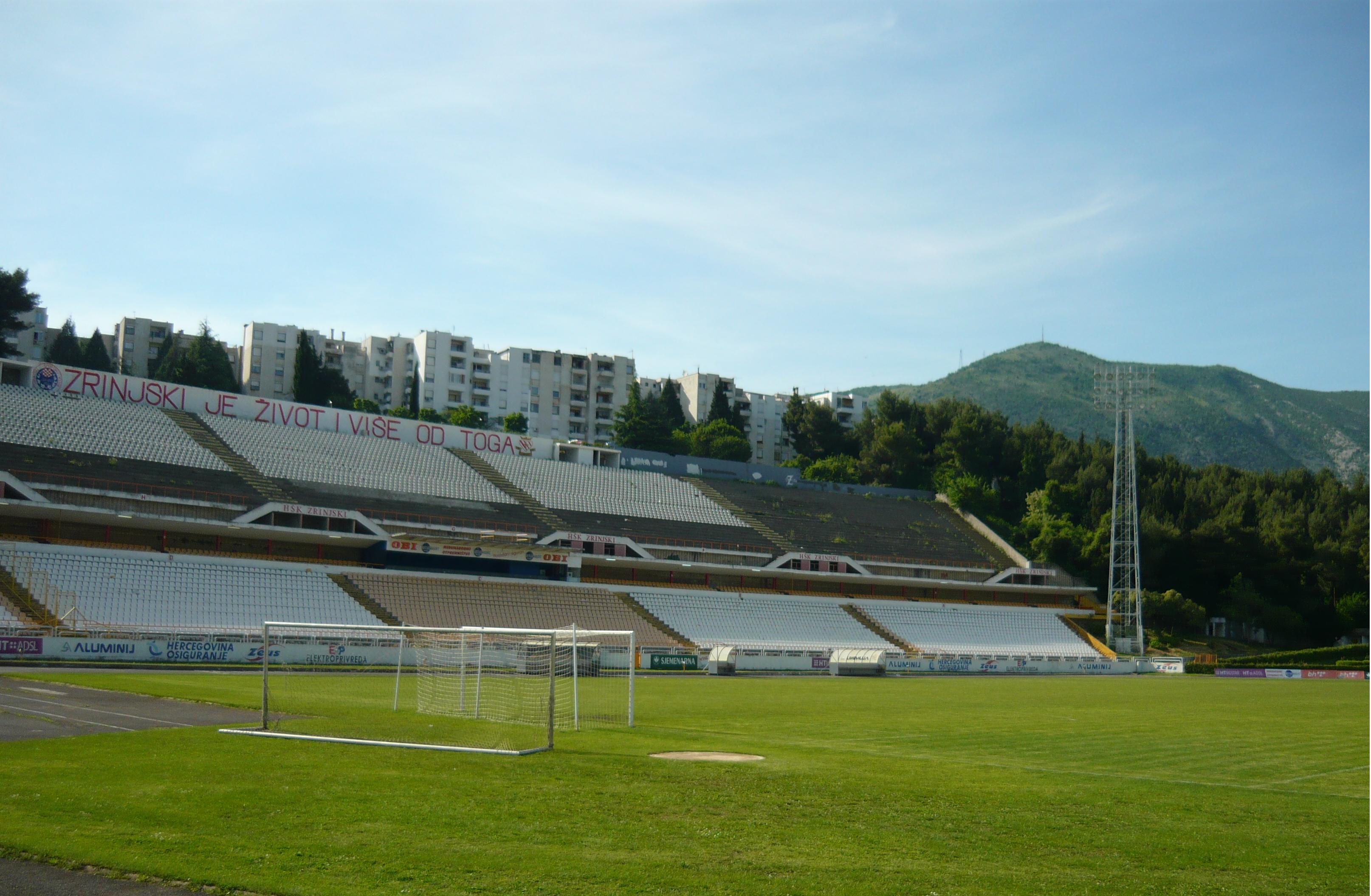
Bijeli Brijeg Stadion

A város nyugati oldalán található sportlétesítmények:
- Bijeli Brijeg Stadion, az HŠK Zrinjski Mostar labdarúgócsapat stadionja. A többcélú létesítményt 1971-ben adták át a közönségnek. Van atlétikai és labdarúgópályája is. Huszonötezer férőhelyével Bosznia-Hercegovina második legnagyobb stadionja, amelynek egy nyugati és egy keleti tribünje is van.
- Mostar Kulturális és Sportközpontja, amely a Centar 2 alatt található. Az 1980-as években építették.
- Bijeli Brijeg Sportpálya, a S.S. Kranjčević Általános Iskola mellett van a Bijeli Brijeg hegyen. A létesítményt a jugoszláv időkben építették és 1000 főt képes befogadni. Itt tartják a horvát kosár-, kézi- és röplabdacsapatok a mérkőzéseiket. A sportpályán többször tartanak koncerteket is.
- Kantarevac Kulturális és Sportközpont nyitott betonpálya, ahol kispályás labdarúgó és kézilabda-mérkőzéseket is rendeznek.
- Karting klub műfüves pálya, amelyet 2006-ban építettek, ahol kispályás labdarúgó mérkőzéseket tartanak. Itt edzenek a horvát klubok csapatai.
- A Teniszközpontban minden évben megrendezik a HT Eronet Mostar Futures Open tornát. Itt edz a TK Mostar klub is.
- A Városi uszoda nyitott, emiatt csak nyáron van nyitva. A jugoszláv időkben építették, medencéje 50 méter hosszú. Az uszoda mellett egy kisebb medence és két kávézó is van.
- Asztalitenisz-pálya az Ivan Gundulić Általános Iskola mellett van, Rudnik elővárosban. 2008-ban építették.

A város keleti oldalán található sportlétesítmények:
- A Džemal Bijedić Egyetem Sportpályáján edzenek a bosnyák kosarasok és labdarúgók. Ez volt korábban az északi tábor.
- Egyiptomi Pálya, a korábbi déli tábor. A szuezi válság után építették.
- Vrapčići elővárosban található a Vrapčići Stadion. Itt van a FK Velež stadionja. 7000 főt képes befogadni a létesítmény.

## Híres személyek
- Aleksa Šantić, költő
- Blaž Slišković, labdarúgó, edző
- Toni Šunjić, labdarúgó
- Jadranko Fink és Goran Fink (Braća Fink), műugrók
- Dražen Dalipagić, kosárlabdázó
- Duško Bajević, labdarúgó
- Džemal Bijedić, politikus
- Enver Marić, labdarúgó
- Franjo Vladić, labdarúgó
- Josip Sesar, kosárlabdázó
- Ljubo Bešlić, polgármester
- Meho Kodro, labdarúgó
- Mujaga Komadina, polgármester
- Osman Đikić, író
- Senad Lulić, labdarúgó
- Pero Zubac, költő
- Goran Jurić labdarúgó
- Safet Oručević, polgármester
- Sejo Kajtaz, labdarúgó
- Semir Tuce, labdarúgó
- Mateo Pavlović, labdarúgó
- Sergej Barbarez, labdarúgó
- Svetozar Ćorović, író
- Nino Raspudić, filozófus
- Nenad Valentin Borozan, irodalmár
- Alois Podhajsky(wd) (1898–1973), a bécsi spanyol lovasiskola egykori igazgatója

## Testvértelepülések
Mostar testvértelepüléseinek listája:
- Ammán, Jordánia
- Arsoli, Olaszország
- Brčkói Körzet, Bosznia-Hercegovina
- Heidelberg, Németország
- İzmir, Törökország
- Jincsuan, Kína
- Kaposvár, Magyarország
- Kayseri, Törökország
- Kragujevac, Szerbia
- Millau, Franciaország
- Montegrotto Terme, Olaszország
- Orkdal község, Norvégia
- Split, Horvátország
- Tutin, Szerbia
- Vejle, Dánia

## Fordítás
Ez a szócikk részben vagy egészben  a   Mostar című horvát Wikipédia-szócikk ezen változatának fordításán alapul.  Az eredeti cikk szerkesztőit annak laptörténete sorolja fel. Ez a jelzés csupán a megfogalmazás eredetét és a szerzői jogokat jelzi, nem szolgál a cikkben szereplő információk forrásmegjelöléseként.